# Filicudi

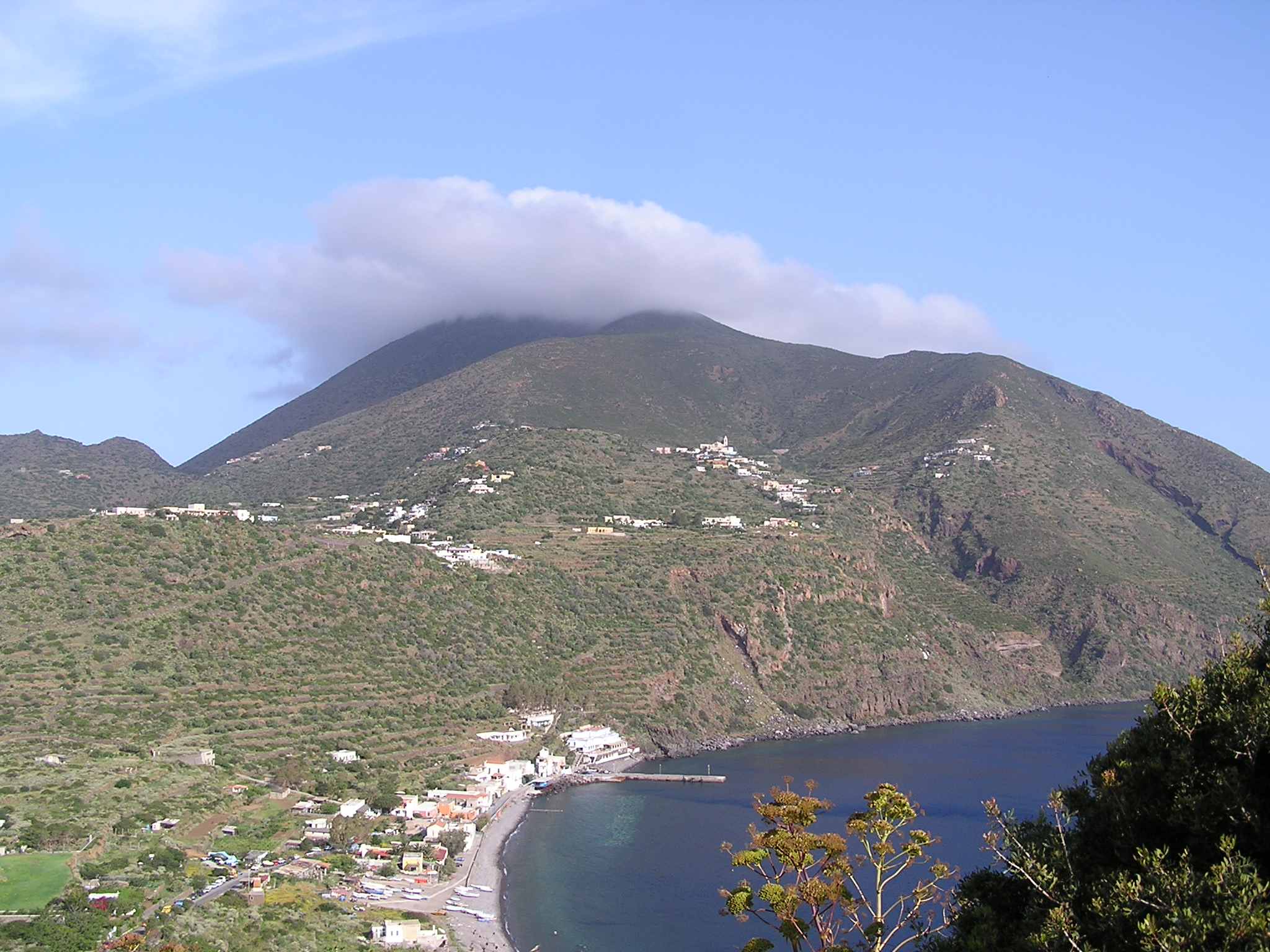
A Fossa Felci a Capo Graziano felől

Filicudi a Tirrén-tengerben, Szicíliától északra elhelyezkedő vulkáni eredetű Lipari-szigetek (Vulcano, Lipari, Salina, Panarea, Stromboli és Alicudi) egyik tagja.
A sziget Lipari város közigazgatása alá tartozik, így azzal együtt az olaszországi Szicília régió Messina megyéjének része. Több apró településének összlakossága 240 fő körül van.

## Földrajza
A 9,7 km² területű Filicudi a Lipari-szigetek második legnyugatibb tagja: nyugati szomszédja Alicudi, kelet felé Salina fekszik legközelebb hozzá. A szárazföld képét a 774 méter magas kialudt tűzhányó kúpja, a Fossa Felci uralja. A szigeten még hét további inaktív vulkán található, amelyeket már jelentősen átalakított az erózió. Ezek közül a két legjelentősebb a Montagnola (383 m) és a Filicudi délkeleti félszigetét alkotó Capo Graziano (174 m). A sziget északkeleti részén fekvő Zucco Grande egymillió éve jött létre: ez a szigetvilág egyik legidősebb képződménye. A többi vulkáni felépítmény azonban jóval fiatalabb, a Montagnola dácitos lávadómja mindössze 35 000 éves.
Napjainkban utóvulkáni működés sem tapasztalható a szigeten. A legutolsó aktív periódus óta a tenger eróziója teraszokat vájt a Filicudi partjaiba; ezek ma jórészt a víz alatt vannak a Würm-glaciálist követő tengerszintemelkedés következtében. Filicudi partvonala tagoltabb a többi szigeténél, számos helyen üregek, kisebb barlangok tarkítják (például Bue Marino).

### Növényzete

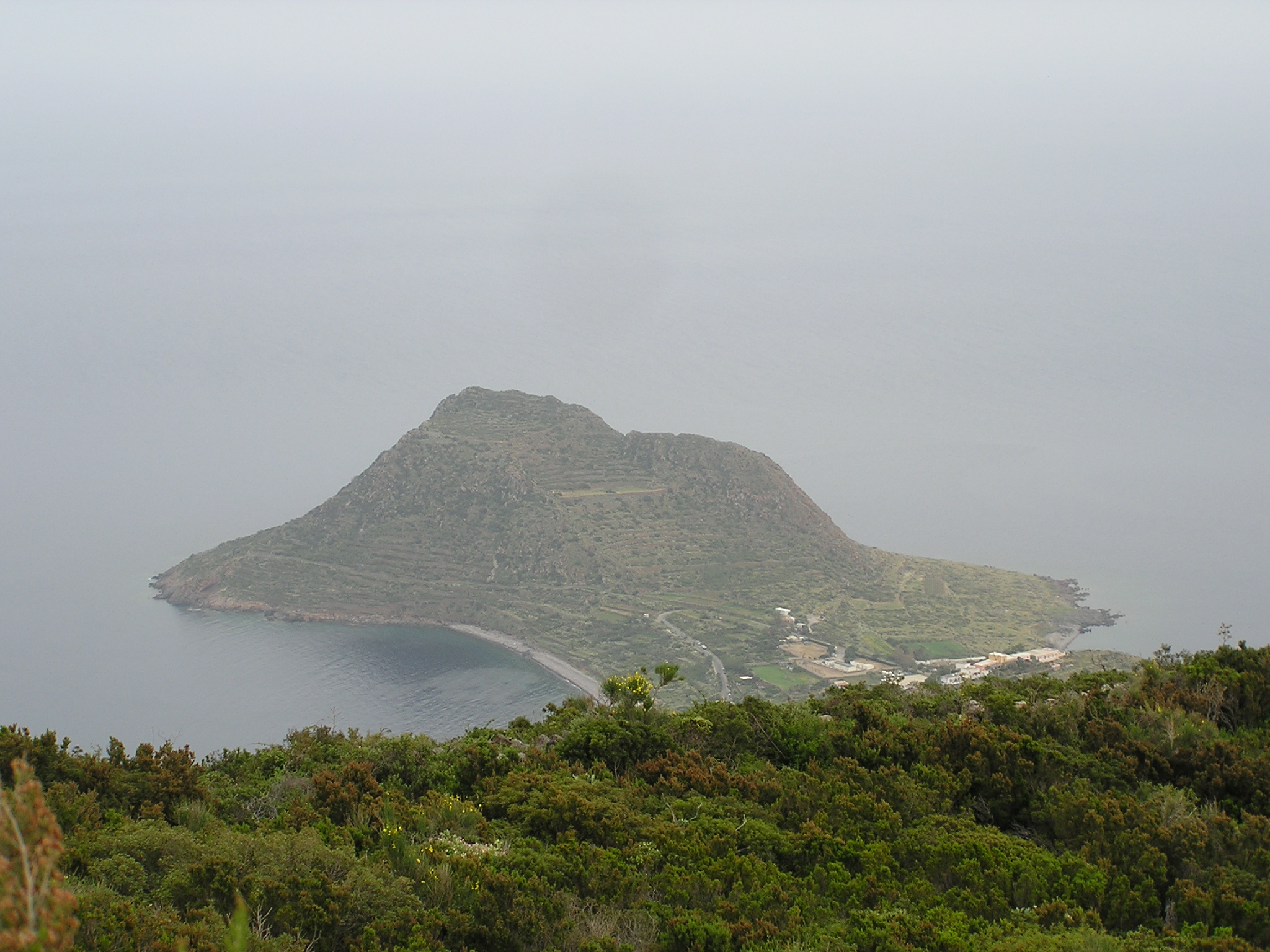
A Capo Graziano a Fossa Felciről, előtérben a macchia

Filicudi flórája tipikus macchia, amely a következő fajokkal jellemezhető: 
- leander (Nerium oleander)
- mirtuszfélék (Myrtus sp.)
- rekettye (Genista sp.)
- hanga (Erica sp.)
- szuharfajok (Cistus sp.)
- magyaltölgy (Quercus ilex)
- rozmaring (Rosmarinus officinalis)
- kakukkfű (Thymus sp.)
- európai kunkor (Heliotropium europaeum)
- pisztácia (Pistacia sp.)

A macchia fokozatosan elhódítja az egykori, mára elgazosodott szőlő- és olajfaligetek helyét is. A gazdasági jelentőségű fásszárú növények közül még a füge, a szilva, a szentjánoskenyérfa, a kapricserje és a mandula említhető meg.

### Állatvilága

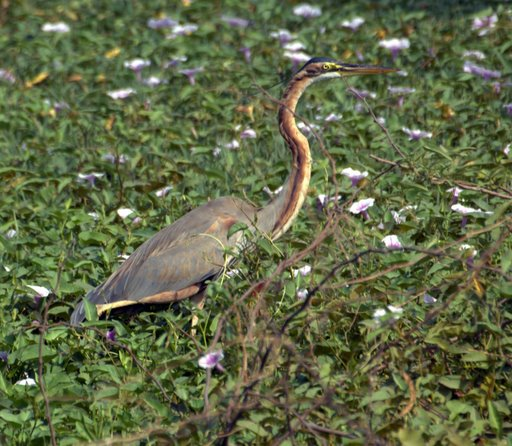
Vörös gém (Ardea purpurea)

A sziget faunájának két csoportja igen gazdag: ezek a madarak és a gyíkok. Tavasszal és ősszel Filicudit is vándormadarak lepik el, többek között:
- gödényfélék,
- vörös és szürke gém,
- darvak,
- récefélék,
- kárókatonafélék,
- flamingók,
- fürjek.

A leggyakoribb állandóan itt fészkelő szárnyasok a különböző viharmadárfélék és számos ragadozómadár. A gerincteleneket a fedelesszárnyúak és a puhatestűek képviselik legnagyobb számban.
A Lipari-szigetek jellegzetes háziállata a szamár (helyi nevén: „u sceccu”), amelyet már a Kr. e. 1. században is tartottak Filicudi akkori lakói. A jellegzetes testtartású patás a 19. században volt a legnépszerűbb; a szőlőművelés során vették hasznát. A sziget útjain, ösvényein poroszkáló állatot ma is nagy becsben tartják.

## Történelme
Filicudi mai nevének eredete az ókorra vezethető vissza: a görögök Phoenicusának hívták a szigetet, mivel elterjedt növény volt rajta a páfrány. Más feltételezések szerint a korábban itt létrehozott föníciai telepből ered az elnevezés.
A többi szigethez hasonlóan már itt is élhettek emberek Kr.e. 3000 körül, az újkőkorszak végén. Ezt a Capo Graziano tetején és Porto öblében talált cseréptöredékek is bizonyítják. A Kr. e. 2. évezred elején – máig nem ismert okból – az őslakók feljebb költöztek a tengerpartról, és a hegyoldalakon, ‑tetőkön hozták létre új településeiket. A nehezen megközelíthető, meredek hegycsúcs védelmet nyújtott a helyiek számára, akikről azt feltételezik, hogy a szigetet érő rendszeres támadások miatt kényszerültek elhagyni korábbi lakóhelyüket. 1956 és 1969 között tárták fel a régészek a Capo Graziano tengerbe nyúló hegyfokának tetején e települések egyikét: 30 szorosan egymásra épített kunyhót találtak, amelyek részben rekonstruált változata ma is megtekinthető. A bronzkorban Filicudi elnéptelenedett, és csak a görögök idejében (Kr. e. 6. sz.) települt újra.

## Népessége és gazdasága

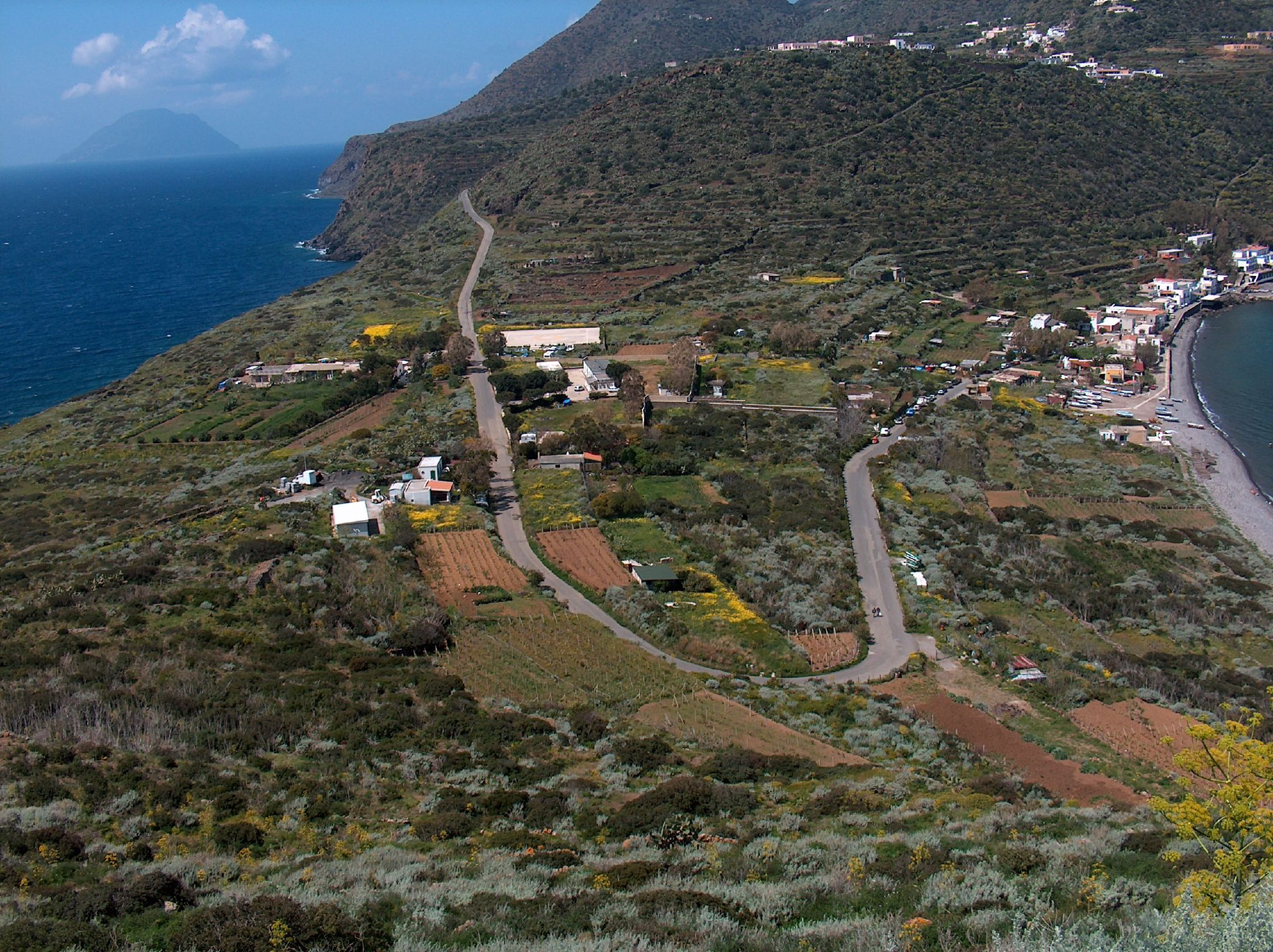
Filicudi Porto a Capo Graziano felől, balra a háttérben Alicudi szigete látszik

A sziget 240 lakosa három apró településen él, amelyeket Filicudi egyetlen aszfaltozott útja köt össze:
- Filicudi Porto a sziget központja, fő kikötője a Capo Graziano felé nyúló földnyelv északi partján.
- Pecorini és Pecorini a Mare a déli parton fekvő egyetlen település.
- Valle Chiesa már 280 m magasan húzódik a Fossa Felci keleti oldalában.

Mezőgazdaságából mára csak a kapribogyó- és a fügetermelés maradt meg. A legfőbb bevételi forrás ezen a szigeten is a turizmus, annak ellenére, hogy a látogatók fő sodra elkerüli. A nyári turistaáradat alatt akár háromezren is tartózkodhatnak Filicudin; a Pecorini részét alkotó Stimpagnato például csak ebben az időszakban lakott.
Filicudira 1986-ban vezették be a villanyt, ami gyökeresen megváltoztatta az itteni életet. Az ivóvizet azonban a mai napig is hajón hozzák Szicíliából, mivel a szigeten nincs édesvíz. Tervezik egy tengervíz-sótalanító üzem felépítését, bár ennek megvalósulása a közeljövőben a magas költségek miatt nem valószínű. Lipari önkormányzata egy eurós jelképes díjat szed be minden a szigetre érkező turistától.

## Látnivalók
- Capo Graziano: bronzkori falu maradványai.
- San Stefano-templom: a Valle Chiesában található épület a 17. században épült, barokk stílusban.
- sziklaszirtek (Faraglioni) a tengerben Filicudi északnyugati partjainál: La Canna, Fortuna, Notaro, Mitra, Montenassari. A La Canna 71 méteres sziklatűje népszerű a hegymászók körében.
- Scoglio del Giafante (Elefánt-szikla): az északi parton, bazaltból álló kipreparálódott, látványos kürtőkitöltés.
- Bue Marino-barlang (Rozmár-barlang): a délnyugati partszakaszon lévő barlangban különleges hangjelenségekkel jár az üregekbe bejutó víz áramlása.
- Fossa Felci: a körpanorámát nyújtó legmagasabb pontot a kikötőből mintegy két óra gyaloglással el lehet érni.